# Yennora, New South Wales
Yennora este o suburbie în Sydney, Australia.